# Gare de Quédillac
La gare de Quédillac est une gare ferroviaire française de la ligne de Paris-Montparnasse à Brest, située sur le territoire de la commune de Quédillac, dans le département d'Ille-et-Vilaine, en région Bretagne.
Elle est mise en service en 1899 par la Compagnie des chemins de fer de l'Ouest.
C'est une halte voyageurs de la Société nationale des chemins de fer français (SNCF) desservie par des trains express régionaux TER Bretagne.

## Situation ferroviaire
Établie à 74 mètres d'altitude, la gare de Quédillac est située au point kilométrique (PK) 415,376 de la ligne de Paris-Montparnasse à Brest, entre les gares de La Brohinière et de Caulnes.

## Histoire
La halte de Quédillac est mise en service le 15 août 1899 par la Compagnie des chemins de fer de l'Ouest. Elle est ouverte au service des voyageurs, ainsi qu'à tous les transports Grande Vitesse dont la manutention est effectuée avec l'aide des expéditeurs et des destinataires, à l'exclusion des finances, valeurs et objets d'art, et des voitures, pompes funèbres, chevaux et bestiaux.

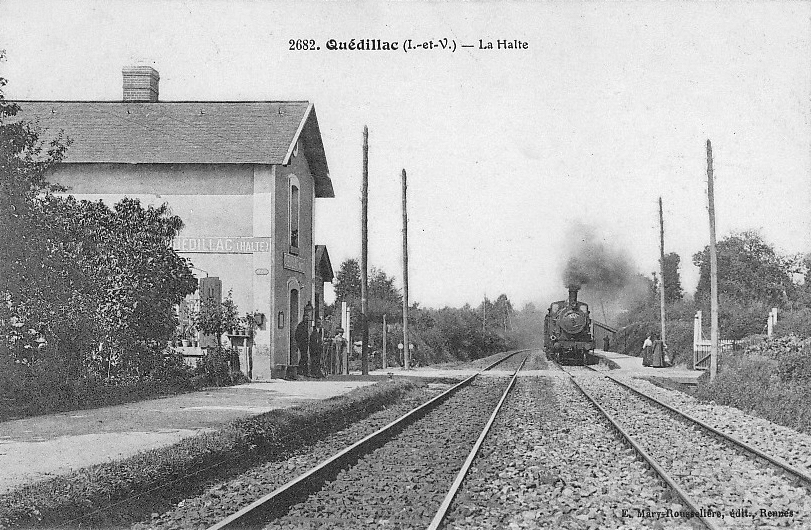
La halte vers 1900.

En mai 2016, les accès aux quais, situés de part et d'autre du passage à niveau routier, sont repris pour faciliter l'accès des personnes à mobilité réduite. Les travaux ont nécessité du terrassement, de l'enrobage et du marquage au sol.

## Fréquentation
De 2015 à 2023, selon les estimations de la SNCF, la fréquentation annuelle de la gare s'élève aux nombres indiqués dans le tableau ci-dessous.
| Année     | 2015  | 2016  | 2017   | 2018   | 2019   | 2020   | 2021   | 2022   | 2023   |
| --------- | ----- | ----- | ------ | ------ | ------ | ------ | ------ | ------ | ------ |
| Voyageurs | 9 223 | 7 876 | 10 624 | 14 362 | 15 811 | 16 478 | 17 720 | 29 225 | 34 501 |

## Service des voyageurs

### Accueil
Halte SNCF, c'est un point arrêt non géré (PANG) en accès libre.
La traversée des voies et le passage d'un quai à l'autre s'effectuent par le passage à niveau routier situé entre les deux quais.

Installations de la halte
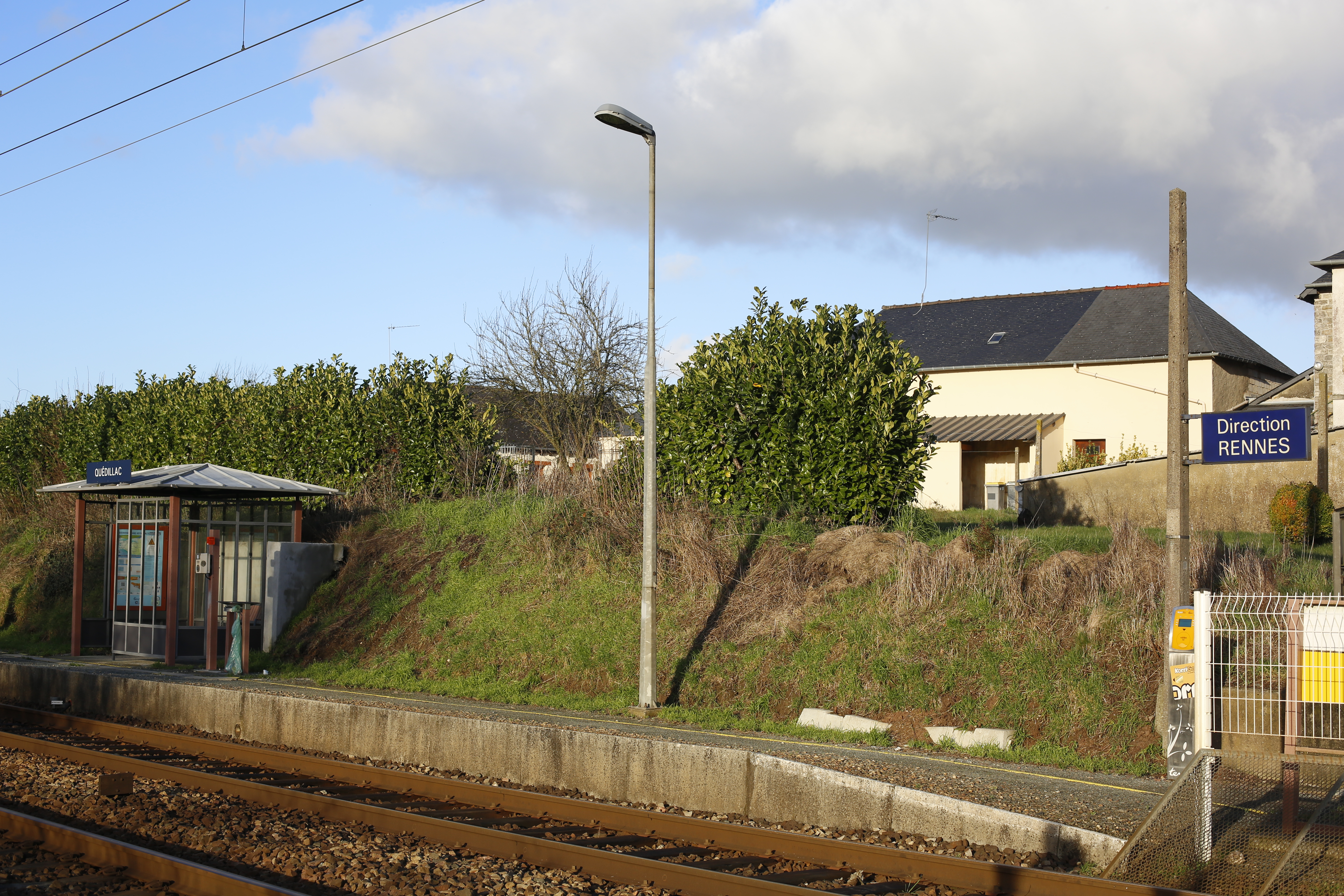
Direction Rennes.
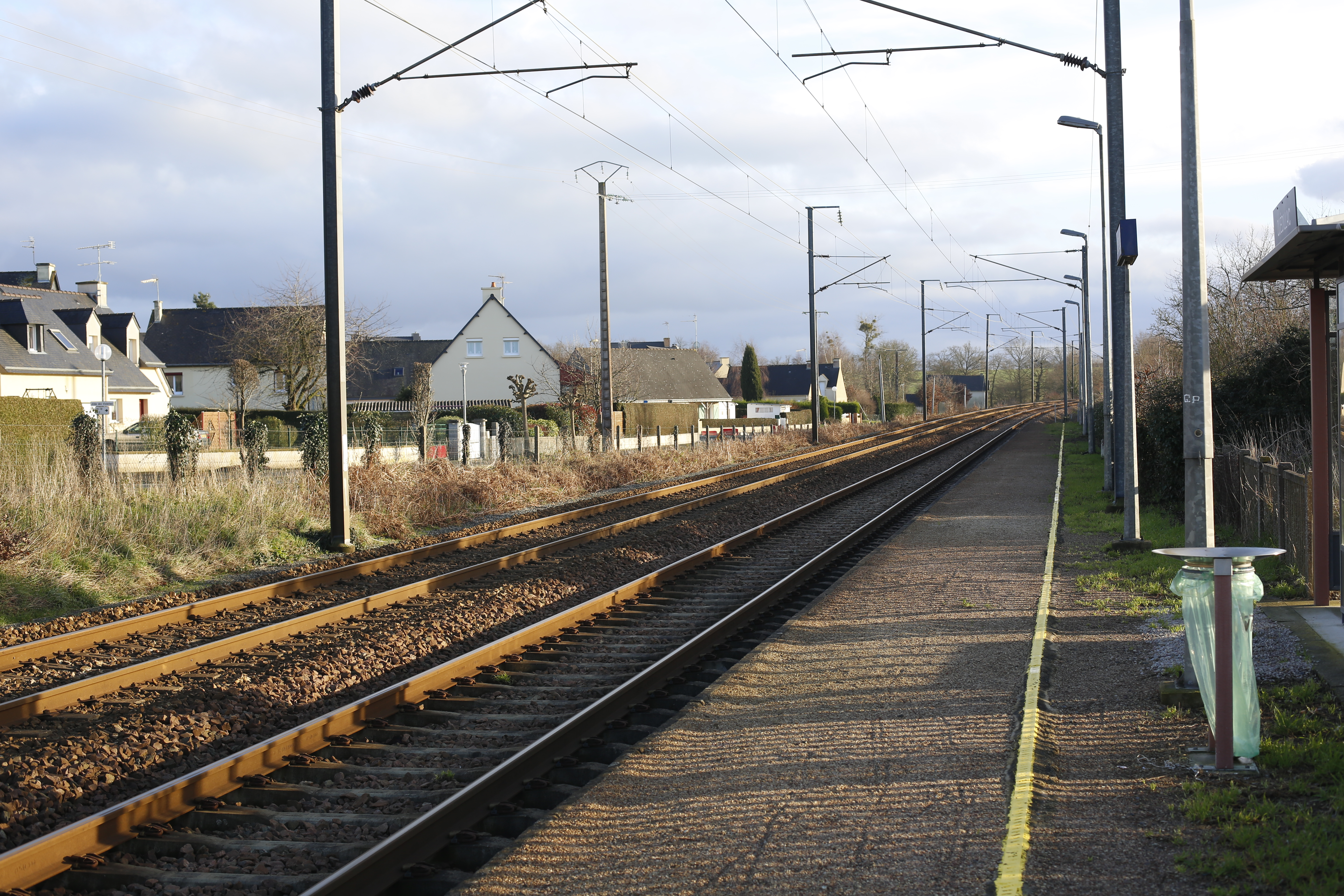
Direction Saint-Brieuc.

### Desserte
Quédillac desservie par des trains TER Bretagne de la relation Rennes – La Brohinière – Saint-Brieuc.

### Intermodalité
Le stationnement des véhicules est possible à proximité.